# Ahu Ko Te Riku
Ahu Ko Te Riku jedina je ceremonijalna platforma na Uskršnjem otoku gdje se može vidjeti kompletan moai. Nalazi se u kompleksu Ahu Tahai.
Platforma Ahu Ko Te Riku nalazi se sjeverno od kompleksa, pored kamenog zida koji omeđuje arheološko područje. Iznad njega stoji jedan moai visok 5,1 metar koji ima sve elemente koji su krasili drevne gotove statue: pukao i koraljne oči.